# Maurici I de Hessen-Kassel
Maurici I de Hessen-Kassel (en alemany Moritz von Hessen-Kassel) va néixer a Kassel (Alemanya) el 25 de maig de 1572 i va morir a Eschwege el 15 de març de 1632. Era un noble alemany, fill del landgravi Guillem IV (1532-1592) i de Sabina de Württemberg (1549-1481).
Va rebre una acurada formació luterana, d'acord amb els postulats teològics de 
Philipp Melanchthon i Martin Bucer. Se'l coneixia com l'il·luminat pel seu interès i aplicació en les diverses àrees del saber. Parlava vuit llengües, va participar en experiments d'alquímia, així com destacà també en el camp de les lletres. Va fundar l'Othoneum de Kassel, un teatre dedicat a les representacions d'obres en alemany. Va arribar a compondre diverses obres musicals i va ser un dels protectors i patrocinadors del compositor Heinrich Schütz.
Tot i haver estat educat en la fe luterana, es va convirtir al calvinisme el 1605, i basant-se en el principi Cuius regio eius religio (a qui governa, la seva religió), obligà els seus súbdits a adoptar la seva nova confessió. Aquesta conversió li va comportar molts conflictes, atès que la Pau d'Augsburg de 1555 donava dret als prínceps alemanys a escollir entre el catolicisme i el luteranisme, però no tenia en compte el calvinisme, que en teoria era una religió prohibida.
El 1604 va morir el seu oncle, el landgravi Lluís IV de Hessen-Marburg, sense deixar descendència. D'acord amb el seu testament, el territori s'havia de dividir en dues parts iguals entre Hessen-Kassel (el nord) i Hessen-Darmstadt (al sud), amb la condició que ambdós estats romanguessin fidels al luteranisme. Com que Hessen-Kassel era aleshores calvinista, es van produir desavinences en el repartiment, i Maurici va decidir annexionar-se per la força tot l'estat de Hessen-Marburg i implantar-hi el calvinisme.
La disputa territorial derivaria en un conflicte armat contra Hessen-Darmstadt, a favor del qual s'inclinaria l'emperador Mateu I. A això s'hi afegí l'esclat de la Guerra dels Trenta Anys, en la qual Hessen-Kassel seria un escenari permanent d'operacions militars, de manera que les finances del landgraviat van fer fallida, i Maurici va haver d'abdicar el 1627 a favor del seu fill Guillem. El territori de Hessen-Marburg va passar a mans de Hessen-Darmstadt. D'altra banda, la seva segona dona va procurar que els seus fills també tinguessin un domini propi: així, a Herman li va correspondre el territori de Hessen-Rotenburg, a Frederic el de Hessen-Eschwege, i a Ernest el de Hessen-Rheinfels.

## Matrimoni i fills
El 23 de setembre de 1593 es va casar amb Agnès de Solms-Laubach (1578-1602), filla del comte Joan Jordi I (1547-1600) i de Margarida de Schonbourg-Glauchau (1554-1608). El matrimoni va tenir quatre fills: 
- Otó (1594-1617), casat primer amb Caterina Úrsula de Baden-Durlach (1593-1615), i després amb Agnès Magdalena d'Anhalt-Dessau (1590-1626).
- Elisabet (1596-1625), casada amb el duc Joan Albert II de Mecklenburg (1590-1636).
- Maurici (1600-1612).
- Guillem (1602-1637), casat amb Amàlia Elisabet de Hanau-Münzenberg (1602-1651.

Havent enviudat el 1602, el 22 d'abril de 1603 es va casar amb Juliana de Nassau-Dillenburg (1587-1643), filla del comte Joan II de Nassau-Siegen (1561-1623) i de Magdalena de Waldeck-Wildungen (1558-1599). Fruit d'aquest segon matrimoni nasqueren:
- Felip (1604-1626).
- Agnès (1606-1650), casada amb Joan Casimir d'Anhalt-Dessau (1596-1660).
- Herman (1607-1658), casat primer amb Sofia Juliana de Waldeck (1607-1637) i després amb Cunegunda Juliana d'Anhalt-Dessau (1608-1683).
- Juliana (1608-1628).
- Sabina (1610-1620).
- Magdalena (1611-1671), casada amb Eric Adolf de Salm-Reifferscheid (1619-1673).
- Maurici (1614-1633).
- Sofia (1615-1670), casada amb el comte Felip I de Schaumburg-Lippe (1601-1681)..
- Frederic (1617-1655), casat amb Elionor Caterina de Zweibrücken (1626-1692).
- Cristià (1622-1640).
- Ernest (1623-1693), casat primer amb Maria Elionor de Solms-Lich (1632-1689) i després amb Alexandrina de Dürnizl († 1754).
- Cristina (1625-1626).
- Felip (1626-1629).
- Elisabet (1628-1633).

## Obres
- Davidis regis prophetae psalterium (1593)
- Encyclopaedia (1597)
- Poetices methodices conformatae (1598)
- Luther, Martin: Christliches Gesangbuch von allerhand geistlichen Gesängen und Liedern. – Cassel: Mencke, 1631 (amb música de Maurici I de Hessen-Kassel)